# Гестапо
Гестапо је био званична тајна полиција Нацистичке Немачке. Име Гестапо је настало као кованица почетних слогова немачког назива Geheime Staatspolizei, што значи „тајна државна полиција“.

## Историјат
Гестапо је основан 26. априла 1933. у Пруској. Састављен од професионалних полицајаца врло брзо је под Геринговим утицајем, а након Хитлеровог доласка на власт марта 1933, трансформисан у политички инструмент. Рудолф Диел је био први вођа организације, која је првобитно носила назив „Одељење 1А пруске државне полиције“.
Улога Гестапоа је била да истражује и да се бори против свих активности које представљају опасност за државу. Имао је овлашћење да истражује издају, шпијунажу и саботаже, као и случајеве криминалних напада на Нацистичку партију или на Немачку.
Закон је био промењен на начин који је дозвољавао Гестапоу да делује без икаквог судског надзора. Нацистички правник Др Вернер Бест је изјавио да "Док год Гестапо… спроводи вољу руководства, дотле ће се његова делатност сматрати легалном." Гестапо је посебно био изузет од надлежности административних судова пред којима су грађани могли да туже државу и да траже од ње да се понаша у складу са законом.
Највише злоупотребљавано овлашћење Гестапоа је свакако било Schutzhaft или „заштитни притвор“ — еуфемистички израз за лишавање појединаца слободе без икаквог претходног судског поступка, што је био чест случај приликом депортација у концентрационе логоре.

## Јачање моћи подСС-ом
Херман Геринг се 1934. под притиском Хајнриха Химлера сложио да Гестапо пређе у надлежност СС-а.
1936. донети су закони који су Гестапоу дали carte blanche да делује без судског надзора. Додатни закони донети исте године одредили су Гестапо као државну организацију одговорну за формирање и управљање концентрационим логорима. 1936. шеф Гестапоа постаје Рајнхард Хајдрих, а шеф операција Хајнрих Милер. Адолф Ајхман је био директно потчињен Милеру док се налазио на функцији шефа четвртог одељења, сектора Б4, надлежног за решавање јеврејског питања.
Током Другог светског рата Гестапо је достигао цифру од 45.000 запослених. Његове активности прошириле су се и на окупирана подручја Европе, где је вршио идентификацију Јевреја, социјалиста, хомосексуалаца и других ради слања на принудни рад или депортације и ликвидације.
На Нирнбершком процесу читава организација је проглашена за злочиначку и осуђена због злочина против човечности.

## Одржавање Хитлера на власти
У фебруару и марту 1942. у Немачкој су избили студентски протести против нацистичког режима. Упркос значајној јавној подршци за уклањање Хитлера са власти, револуционарни покрет није узео замаха због страха од одмазде немачке тајне полиције. Заправо, Гестапо је, као одговор на протесте предузео читав низ мера. У страху од могуће промене власти Химлеру и Гестапоу су дате одрешене руке да се разрачунају са опозицијом. Током први пет месеци 1943. у којима је Гестапо испољио до тада невиђену суровост, ухапшено је и погубљено неколико хиљада људи. Студентске вође су погубљене у фебруару 1943. док је до априла исте године била уништена и главна опозициона организација Oster circle.
У касно пролеће и рано лето 1943. немачка опозиција нашла се у незавидном положају. С једне стране, чинило се готово немогућим свргавање Хитлера са власти. С друге стране, савезничко инсистирање на безусловној капитулацији искључило је могућност закључења компромисног мира због чега је наставак непријатељстава деловао као једина алтернатива.

## Опозиција унутар Немачке
Упркос страху од немачке тајне полиције неки појединци у Немачкој су говорили и протестовали против режима што се манифестовало у лето 1943. године. Упркос спроведеним масовним хапшењима и егзекуцијама, опозиција је и даље ковала заверу. Неки Немци су сматрали да је њихова дужност да предузму све неопходне мере како би се рат што пре завршио, тј. како би се убрзао немачки пораз.
Пад Мусолинија пробудио је наду код немачке опозиције да ће моћи да постигне исти резултат у Немачкој и створио је повољну основу за свргавање Хитлера са власти. На Хитлера је извршено неколико атентата. Најзначајнији је свакако био покушај неколико истакнутих немачких генерала да убију Хитлера у акцији коју су назвали „операција Валкира“. 20. јула 1944. пуковник Клаус Шенк фон Штауфенберг унео је бомбу у торби за документа у бункер у коме је Хитлер држао састанак са својим генералима. Бомба је експлодирала и убила неколико присутних особа. Међутим, Хитлер је био само рањен јер му је конференцијски сто, направљен од масивног дрвета, спасао живот ублаживши силину експлозије. У репресалијама спроведеним након овог атентата ухапшено је 7.000, а погубљено 5.000 људи.
Током јула, јуна и августа месеца Химлерова организација наставила је да се немилосрдно обрачунава са преосталом опозицијом. Хапшења и погубљења су постала свакодневни призор. Терор је постао начин живота. И поред великих напора и жртава опозиција није успела да започне преговоре са савезницима о закључењу мира. Један од главних разлога за то био је тзв. Венло инцидент који се догодио 1939. године када је Гестапо, представљајући се за антинацисте киднаповао у Холандији два агента британске обавештајне службе намамивши их у клопку под изговором да желе да преговарају о миру. Овај инцидент приморао је Черчила да забрани било какве даље контакте са немачком опозицијом. Британци и Американци су такође избегавали контакте са немачким антинацистима због страха да ће њихов савезник Русија помислити да западне силе покушавају да склопе договор са нацистима иза њихових леђа.

## Нирнбершки процес
Између 14. новембра 1945. и 1. октобра 1946. савезници су установили Међународни војни суд да би судили двадесет четворици најзначајнијих немачких ратних злочинаца подељених у шест група. Требало је да им се суди због злочина против мира, ратних злочина и злочина против човечности.
Вође, организатори, подстрекачи и саучесници који су учествовали у формулисању или спровођењу заједничког плана или завере да се изврше наведени злочини, проглашени су одговорним за све радње које је спровео било који појединац, а у циљу реализације тог плана. Званични положај оптужених као вођа државе или високих владиних званичника није их ослобађао од одговорности нити је могао да ублажи њихову казну; нити је чињеница да је оптужени поступао по наређењу претпостављеног могла да га ослободи одговорности, иако је Међународни војни суд могао да је узме у обзир као олакшавајућа околност приликом изрицања казне.
На суђењу било ком члану неке групе и организације, Међународни војни суд је био овлашћен да прогласи (у вези са било којим делом за које је то лице осуђено) групу или организацију којој је припадао за злочиначку организацију. И уколико би нека организација била проглашена за злочиначку, надлежни државни орган имао је право да суди појединцима због чланства у тој организацији.
Ове групе, нацистичко руководство, кабинет Рајха, немачки генералштаб и врховна команда, СА, СС и Гестапо, имале су чланство од преко два милиона људи, а процењено је да би отприлике половина чланства била осуђена уколико би оне биле проглашене за злочиначке.
Суђење је почело у новембру 1945. и трајало је до 1. октобра 1946. године. Међународни војни суд осудио је 21 високог званичника Трећег рајха. Суд је највећи део оптужених осудио на смртну казну или на дуге затворске казне док је тројицу оптужених ослободио оптужбе. Међународни војни суд је три групе прогласио за злочиначке: нацистичко руководство, СС (укљућујући и СД) и Гестапо. Суд је појединачно осудио припаднике Гестапоа Хермана Геринга и Артура Зајс-Инкварта.
Три групе су ослобођене оптужбе за ратне злочине, али то није ослободило одговорности поједине чланове ових група којима је суђено и који су кажњени у складу са програмом о денацификацији Немачке. Члановима ових група су судили национални, војни и окупациони судови четири савезничке силе. И иако су поједини чланови злочиначких група могли бити ослобођени оптужбе за ратне злочине, њима је ипак суђено по програму о денацификацији.

## Данас
После Нирнбершког процеса Гестапо је престао да постоји.
1997. у Келну, у Немачкој основан је музеј жртава Гестапоа који је смештен у згради у којој се некада налазио регионални штаб ове организације. Кроз ту зграду прошле су хиљаде заточеника, који су мучени, убијани или прослеђени у концентрационе логоре широм тадашње Немачке, а на унутрашњим зидовима ћелија се налази око 1800 написаних личних порука, у највећем броју опроштајних. Све поруке су, захваљујући раду директора келнског Центра за нацистичку документацију, Вернера Јунга, сакупљене и објављене у књизи „Зидови који говоре“.
Иако сам израз Гестапо има историјско значење, његова употреба се данас сматра вулгарном и увредљивом, нарочито међу људима који су претрпели психичке последице или су их мучили припадници ове организације. Коришћење речи Гестапо, чак и када се она односи на било коју полицију са неограниченим овлашћењима, сматра се непримереним.

## Организација
Када је Гестапо основан већ је имао чврсту бирократску основу захваљујући томе што је формиран на основама некадашње Пруске тајне полиције. 1934. Гестапо је прешао из надлежности Пруског министарства унутрашњих послова у надлежност СС-а. У наредних пет година доживео је невероватну експанзију.
1939. Гестапо је стављен под надлежност РСХА, главне канцеларије СС-а. Унутар РСХА Гестапо је био познат као "Amt IV". Унутрашња организација је изгледала овако:

### Реферат Н: Централна обавештајна команда
Централна обавештајна команда Гестапоа формирана је 1941. године. Пре 1939. њиме је командовала управа Sicherheitspolizei и СД. Између 1939. и 1941. Гестапом је директно управљала РСХА (Reichsicherheitshauptamt).

### Одељење А (Непријатељи)
- Комунисти (А1)
- Саботери (А2)
- Реакционари и либерали (А3)
- Убице (А4)

### Одељење Б (Секте и цркве)
- Католици (Б1)
- Протестанти (Б2)
- Масони (Б3)
- Јевреји (Б4)

### Одељење Ц (Администрација и партијски послови)
Централна административна канцеларија Гестапоа, одговорна за вођење досијеа свих запослених.

### Одељење Д (Окупиране територије)
- Противници режима (Д1)
- Цркве и секте (Д2)
- Евиденције и партијски предмети (Д3)
- Западне територије (Д4)
- Контрашпијунажа (Д5)
- Странци (Д6)

### Одељење Е (Контрашпијунажа)
- У Рајху (Е1)
- Политичке групације (Е2)
- На западу (Е3)
- У Скандинавији (Е4)
- На истоку (Е5)
- На југу (Е6)

### Одељење Ф (Гранична полиција)
Гранична полиција у Немачкој била је директно потчињена Гестапоу како би се пажљиво пратила имиграција и емиграција у Рајху. Након почетка Другог светског рата гранична полиција је изгубила већину својих овлашћења с обзиром на чињеницу да је обезбеђивање граница Немачке и окупираних територија преузео Вермахт.

### Локални огранци
Локалне канцеларије Гестапоа звале су се Gestapostellen или Gestapoleitstellen. Ове канцеларије биле су потчињене локалном командиру Inspektor des Sicherheitspolizei und SD, који је био под двоструком командом Реферата Н, тј. Гестапоа и локалног СС-а и полицијских командира. Класични имиџ официра Гестапоа обученог у кишни мантили и шешир може се приписати управо особљу локалних канцеларија Гестапоа у немачким градовима.

### Остале активности
Гестапо је такође имао канцеларије у свим концентрационим логорима, обезбеђивао особље за канцеларије СС и полицијских званичника као и за попуњавање формација као што је Einsatzgruppen. Људство које је било распоређено на ове дужности, није више организационо припадало Гестапоу већ је прелазило у надлежност других огранака СС-а.

## Обавештајни рат против Гестапоа
Пољска влада у егзилу у Лондону је током Другог светског рата добијала осетљиве војне информације о Нацистичкој Немачкој, од агената и доушника широм Европе. Неке од пољских информација о покретнима немачке полиције и СС-а на исток, током немачке инвазије на СССР у јесен 1941. биле су истоветне са информацијама које је прибавила Британска обавештајна служба која је прислушкивала радио саобраћај немачке полиције и СС-а.
Званичници Гестапоа су каније открили део информација који је преко пољских обавештајних канала процурео до Лондона због чега су пољску обавештајну службу оценили као веома опасну по безбедност Немачке.
Након што је Немачка освојила Пољску у јесен 1939, руководство Гестапоа је сматрало да је пољска обавештајна служба неутралисана. Међутим, 1942. приликом рације у Прагу открили су поверљива документа пољских обавештајаца и били су изненађени чињеницом да пољска обавештајна служба прикупља податке о немачкој војној машинерији и да их прослеђује у Лондон преко Будимпеште и Истанбула. Пољски агенти и њихови доушници пратили су кретање немачких војних транспорта кроз Пољску идентификујући четири полицијска батаљона (Ordnungspolizei) упућена у окупирана подручја Русије, као и седамнаест полицијских батаљона стационираних на пољској територији.
Историчари су касније утврдили да су ови батаљони учествовали у првој фази Холокауста која се састојала у масовном стрељању Јевреја и њиховом сахрањивању у масовне гробнице.
Пољски агенти су такође скупљали детаљне информације о моралу немачке војске на истоку. Након откривања дела информација које је пољска обавештајна служба проследила у Лондон, Гестапо је оценио ову службу као веома опасну за безбедност Немачке. Након искрцавања савезника у Нормандији 1944. шеф Гестапоа Хајнрих Милер наредио је формирање специјалне јединице под називом Sonderkommando Jerzy чији је једини задатак био да се бори против пољске обавештајне службе у западној и југозападној Европи.

## Занимљивости
Делфа Иванић је са осталим затвореницама у време Другог светског рата била затворена од стране Гестапоа у Београду. Биле су у затвору у  у згради Суда београдског у Александровој улици. Зграда је касније порушена. Поред свих ружних тренутака, било је и лепих. У тамници су често певале, а једна од новостворених песама била је: Гестапо... Гестапо... ти си прави рај, у теби свако ко пре, ко после, нађе свој крај.